# Mineus
Mineus ist in der griechischen Mythologie einer der 50 Söhne des Aigyptos, des Zwillingsbruders von Danaos, und zählt daher zu den Aigyptiaden. 
Laut der schlecht überlieferten, unvollständigen Liste mit 47 von 50 Danaidenpaarungen in den Fabulae des Hyginus Mythographus wurde er von seiner Gemahlin Myrmidone in der Hochzeitsnacht getötet.
Der Name Mineus ist korrupt. Bernhard Bunte vermutete Lacunae vor und hinter Myrmidone und schlug vor, Oeneum statt Mineum zu lesen, zudem Myrmidone zu Myrmidonem und somit zu einem weiteren Aigyptiaden zu machen.